# Marroquín (apellido)
Marroquín es un apellido vasco (vizcaíno) rama del linaje de Salcedo.
El apellido Marroquín es originario de Zalla , en la provincia de Vizcaya (a menos de 15 km al oeste de Bilbao , en el País Vasco , al norte de España).